# Vecino
El vecino (del latín vicīnus, de vicus, barrio, lugar) es aquella persona que vive relativamente cerca de otra mas no en la misma vivienda. En un sentido estricto es un término que se aplica a las personas cuyas casas están contiguas; en un sentido más amplio se aplica a los habitantes de un mismo barrio. En la actualidad, el vocablo se determina únicamente por la proximidad geográfica, en el pasado había usos diferentes más específicos del término.
También puede definirse al vecino, desde el derecho canónico, como aquella persona que tiene domicilio en el lugar donde se encuentra.
Algunas palabras derivadas son «vecindad» y «vecindario», que comprenden al conjunto de vecinos de una zona.

## En España
Vecino fue una unidad de población utilizada en España durante el Antiguo Régimen para realizar censos por motivos fiscales. Fueron los denominados «Vecindarios», siendo el último y más general el llamado Vecindario de Campoflorido.
Cada vecino era una unidad familiar, contabilizando en ésta al cabeza de familia, cónyuge, hijos, parientes, esclavos, etc. En la Corona de Aragón era común identificarlo con el fuego (o sea, con el hogar).
Para realizar la conversión de vecinos a habitantes, es habitualmente aceptada la transformación de 4 o 5 habitantes por vecino. Aunque no hay forma exacta de calcularlo, porque depende de las características poblacionales de cada zona.
El carácter fiscal de estos censos llevó a que sólo afectaran decisivamente a los pecheros (contribuyentes no privilegiados), con lo que nobles, clérigos y gente de extrema pobreza, quedasen en ocasiones fuera de esta contabilidad, por lo que los datos son aún más imprecisos.
Fue utilizado hasta 1768, año en el cual el Conde de Aranda ordena a los obispos a recoger los datos de cada parroquia, indicando edad, sexo y estado civil.
Se considera un vecino a la persona que viva en al menos cuatro calles de distancia.

## En el Río de la Plata
En los tiempos coloniales, «vecino» era un título nobiliario que permitía al individuo opinar en las juntas de gobierno. 
Las leyes de Indias establecían que los conquistadores y primeros vecinos -y también sus descendientes- gozarían de los mismos privilegios y preeminencias que los hidalgos de Castilla. Este privilegio fue otorgado por el rey Felipe II:

Por honrar las personas, hijos y descendientes legítimos de los que se obligaren a hacer población y la hubieren acabado y cumplido su asiento, les hazemos Hijosdalgo de solar conocido para que en aquella población, y otras cualesquier partes de las Indias, sea Hijosdalgo y personas nobles de linaje, y solar conocido, y por tales sean havidos y tenidos, y les concedemos todas las honras y preeminencias, que deven haver y gozar todos los Hijosdalgo, y Cavalleros destos Reynos de Castilla, según fueros, leyes y costumbres de España.
La ley siguiente esta fechada en el Pardo, el 26 de septiembre de 1575.

Sus descendientes debían ser preferidos a la hora de adjudicar mercedes de tierra o encomienda de indios. Asimismo se los privilegiaba para ocupar los cargos de alcalde en los cabildos de los reinos castellanos de Indias y se les otorgaba permisos para efectuar vaquerías.
En la epoca tardocolonial, la convocatoria a los cabildos abiertos se realizó conforme a las prácticas institucionales heredadas del orden colonial: invitaciones a quienes eran considerados aptos para deliberar sobre asuntos políticos relevantes. Aunque se apelaba formalmente a “la parte principal y más sana del vecindario” —es decir, varones adultos, casados, avecindados, con propiedad, buena reputación y ocupación conocida— también se incluyó, como era habitual, a miembros de otros cuerpos sociales, como eclesiásticos, militares y funcionarios. Estos no siempre cumplían estrictamente con los requisitos civiles del “vecino”, pero su participación se justificaba por su pertenencia a órdenes corporativas con autoridad política, así como por su relevancia social, económica o institucional. Si bien eran una minoría en relación con la población total de la ciudad —ya que legalmente estaban excluidos mujeres, menores, esclavos, indígenas, ciertos oficios y empleados dependientes—, en el marco del Antiguo Régimen los convocados se consideraban como una forma legítima y colectiva de representación. Como ha señalado Marcela Ternavasio, “ser vecino implicaba tener un estatuto particular dentro del reino [..] y ‘representar’ de manera grupal a un conjunto más vasto que excedía, naturalmente, al individuo portador de ese privilegio”.